# Myasishchev M-90
Il Myasishchev M-90 è un progetto relativo a un aereo da trasporto per carichi di peso e dimensioni estremamente elevati. Il suo sviluppo fu avviato nei primi anni novanta dall'OKB Myasishchev, ma rimase interamente sulla carta.

## Storia

### Sviluppo
L'Ufficio tecnico Myasishchev incominciò a lavorare sul progetto di un velivolo da trasporto di grandi dimensioni nel 1990, sotto la guida dell'ingegnere V. Novikov. In particolare, si trattava di un sistema aereo da trasporto superpesante, che sarebbe stato in grado di trasportare carichi estremamente elevati, oltre che di grande ingombro.
Il progetto, tuttavia, rimase interamente sulla carta.

## Descrizione tecnica
Il Myasishchev M-90 avrebbe dovuto essere un aereo di grandi dimensioni, con un'apertura alare di 96 metri e un peso al decollo di 700 tonnellate. Dal punto di vista strutturale, il progetto prevedeva un velivolo ad ala alta, con doppio asse di coda e doppia deriva, e due fusoliere sorrette da una sorta di gigantesca intelaiatura metallica. Tali fusoliere avrebbero dovuto essere collegate da una sorta di grande superficie piana, sotto la quale era posizionato il carrello d'atterraggio. Questo, secondo il progetto, avrebbe dovuto avere 128 ruote.
Il carico utile avrebbe dovuto essere il medesimo dell'Antonov An-225, ovvero 250 tonnellate. Questo avrebbe dovuto essere sistemato in uno speciale contenitore, che poteva essere sistemato tra le due fusoliere o, alternativamente, direttamente sull'ala.
La propulsione avrebbe dovuto essere assicurata da sei motori a elica, sistemati sulla superficie superiore dell'ala. La velocità di crociera prevista era di 700 km/h, con un'autonomia di 5.000 km.
Il Myasishchev M-90, in teoria, sarebbe stato in grado di trasportare lo shuttle Buran con il relativo serbatoio principale, per esposizione al MAKS.